# Kfz-Kennzeichen (Mauretanien)
Die Kfz-Kennzeichen Mauretaniens besitzen eine blaue Aufschrift auf weißem Hintergrund. Die Schilder beginnen mit vier Ziffern, gefolgt von zwei Buchstaben und einer zweistelligen Zahl, die Auskunft über die Region gibt, in der das Fahrzeug zugelassen ist (z. B. 00 für Nouakchott). Am rechten Rand zeigen mauretanische Nummernschilder in Anlehnung an die Euro-Kennzeichen einen blauen Balken. Dieser zeigt den umrandeten Landesumriss, sowie das Nationalitätszeichen in arabischen (ج ا م für الجمهورية الإسلامية الموريتانية) und lateinischen Buchstaben (RIM für französisch République islamique de Mauritanie – beides bedeutet Islamische Republik Mauretanien). Bei älteren Schildern fehlt der Balken und es erscheinen nur die arabischen über den lateinischen Buchstaben.
Hinsichtlich der Wahl der Schriftarten und Farbgebung des Landesumrisses besteht eine gewisse Freiheit der Hersteller.
Regierungseigene Zivilfahrzeuge haben gelbe Nummernschilder mit schwarzer Schrift.
Kennzeichen von Autos des diplomatischen Corps haben schwarze Schrift auf froschgrünem Grund. Dabei folgt auf eine zweistellige Zahl die Buchstabenkombination CD, gefolgt von 4 Ziffern, ggf. mit führender Null. Auch hier ist in Grüntönen am rechten Rand der Landesumriss. Fahrzeuge der UNO und ihrer Organisationen haben ONU statt dem CD auf ihren Schildern.

## Regionalkennung
- 00 – Nouakchott
- 01 – Hodh Ech Chargui
- 02 – Hodh El Gharbi
- 03 – Assaba
- 04 – Gorgol
- 05 – Brakna
- 06 – Trarza
- 07 – Adrar
- 08 – Dakhlet Nouadhibou
- 09 – Tagant
- 10 – Guidimaka
- 11 – Tiris Zemmour
- 12 – Inchiri